# BIRTH (KAT-TUNの曲)
「BIRTH」（バース）は、KAT-TUNの17枚目のシングル。2011年11月30日にJ-One Recordsから発売された。

## 概要
前作「RUN FOR YOU」以来約3ヵ月ぶりのリリースとなる2011年度4作目のシングル作品。表題曲「BIRTH」は、日本テレビ系ドラマ『妖怪人間ベム』のエンディングテーマに使用されている。また初回限定盤2、通常盤のみ収録されているカップリング曲「STAR RIDER」は、スズキ『新型ソリオ BLACK & WHITE』のCMソングとして使用されている。
販売形態は初回限定盤1、初回限定盤2、通常盤の3種類からなり、初回限定盤2と通常盤は、それぞれ収録曲が異なる。初回盤には表題曲のPVとメイキングが収録されている。
「BIRTH」には、ネイザン・イーストとデイヴ・ウェックルがリズム隊として参加している。

## 収録曲

### CD
※は通常盤、※※は初回限定盤2・通常盤のみ収録。
1. BIRTH [4:14]
作詞：Sean-D、作曲：Janne Hyoty・DAICHI・Paul Oxley、編曲：Billy Marx Jr.
  - 亀梨和也主演 日本テレビ系ドラマ『妖怪人間ベム』主題歌
2. STAR RIDER※※ [4:29]
作詞：ISHU・JOKER、作曲・編曲：Stephan Elfgren
  - KAT-TUN出演 スズキ『SOLIO BLACK & WHITE』「ローリング&ポージング篇」CMソング
3. ACT ON EMOTION※ [4:09]
作詞：JamMush・JOKER、作曲・編曲：Carl　Utbultbult・Oskar Oersson
4. BABY B MINE※ [3:41]
作詞：miwa*、作曲：Jorge Mhondera・Paul Drew・Greig Watts・Pete Barringer、編曲：Hiroshi Okazaki
5. BIRTH （オリジナル・カラオケ）※
6. STAR RIDER（オリジナル・カラオケ）※
7. ACT ON EMOTION（オリジナル・カラオケ）※
8. BABY B MINE（オリジナル・カラオケ）※

### DVD

#### 初回限定盤1
1. BIRTH（ビデオ･クリップ+メイキング）

#### 初回限定盤2
1. STAR RIDER（ビデオ・クリップ）